# Zero Wing
Zero Wing (яп. ゼロウィング Дзэро Уингу) — видеоигра в жанре горизонтального скролл-шутера, разработанная компанией Toaplan и выпущенная в 1989 году в виде аркадного игрового автомата. Впоследствии игра была портирована на игровые консоли PC Engine CD-ROM и Sega Mega Drive.
Версия для Sega Mega Drive получила известность благодаря некачественному переводу начальной заставки на английский язык. По этой причине игра попала на седьмую позицию списка «10 лучших и худших видеоигр» по версии сайта GameTrailers. Фраза «All your base are belong to us» из заставки стала известным интернет-мемом в начале 2000-х годов.

## Игровой процесс
Игрок управляет космическим кораблём. Он может атаковать противников несколькими способами. В игре три вида основного оружия, каждое из которых имеет четыре уровня мощности. В зависимости от текущего вида оружия изменяется цвет кабины корабля. Корабль сопровождают два спутника, использующие то же оружие, что и сам корабль. Они могут быть использованы как таран против небольших противников. Корабль также вооружён притягивающим лучом, с помощью которого противники могут быть захвачены и запущены как снаряд, аналогично игре Kirby.
В игре 8 уровней в аркадной и Mega Drive/Genesis версиях, и 10 в PC-Engine версии (новые уровни — 5 Deeva и 10 (финальный) Vacura).

## Переиздания
С августа 2022 года версия игры для Mega Drive/Genesis доступна на Nintendo Switch в коллекции «16-битная классика от SEGA» для подписчиков Nintendo Switch Online.